# Impasto (poterie)
Pour les articles homonymes, voir Impasto.

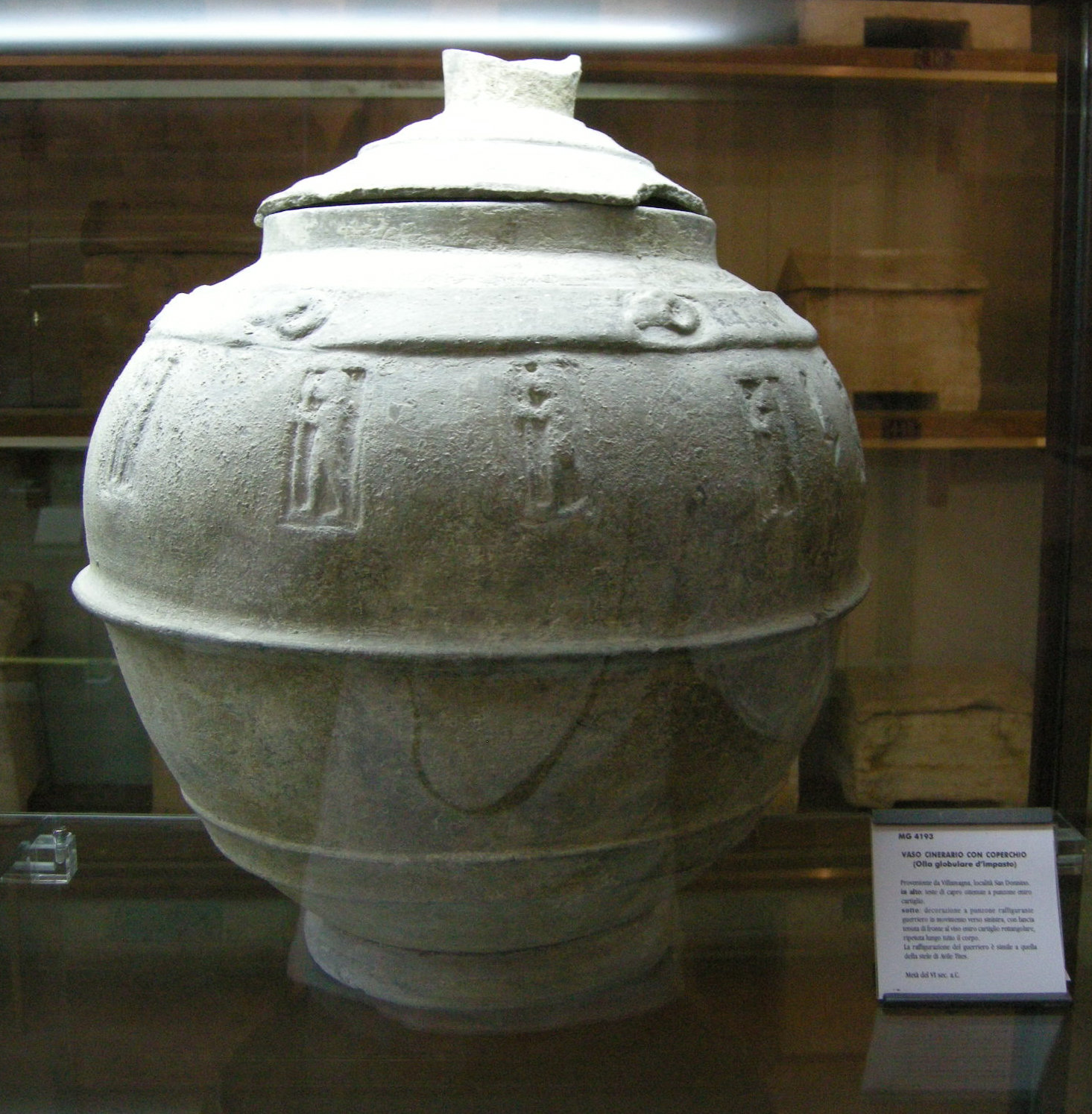
Vase du musée Guarnacci de Volterra.

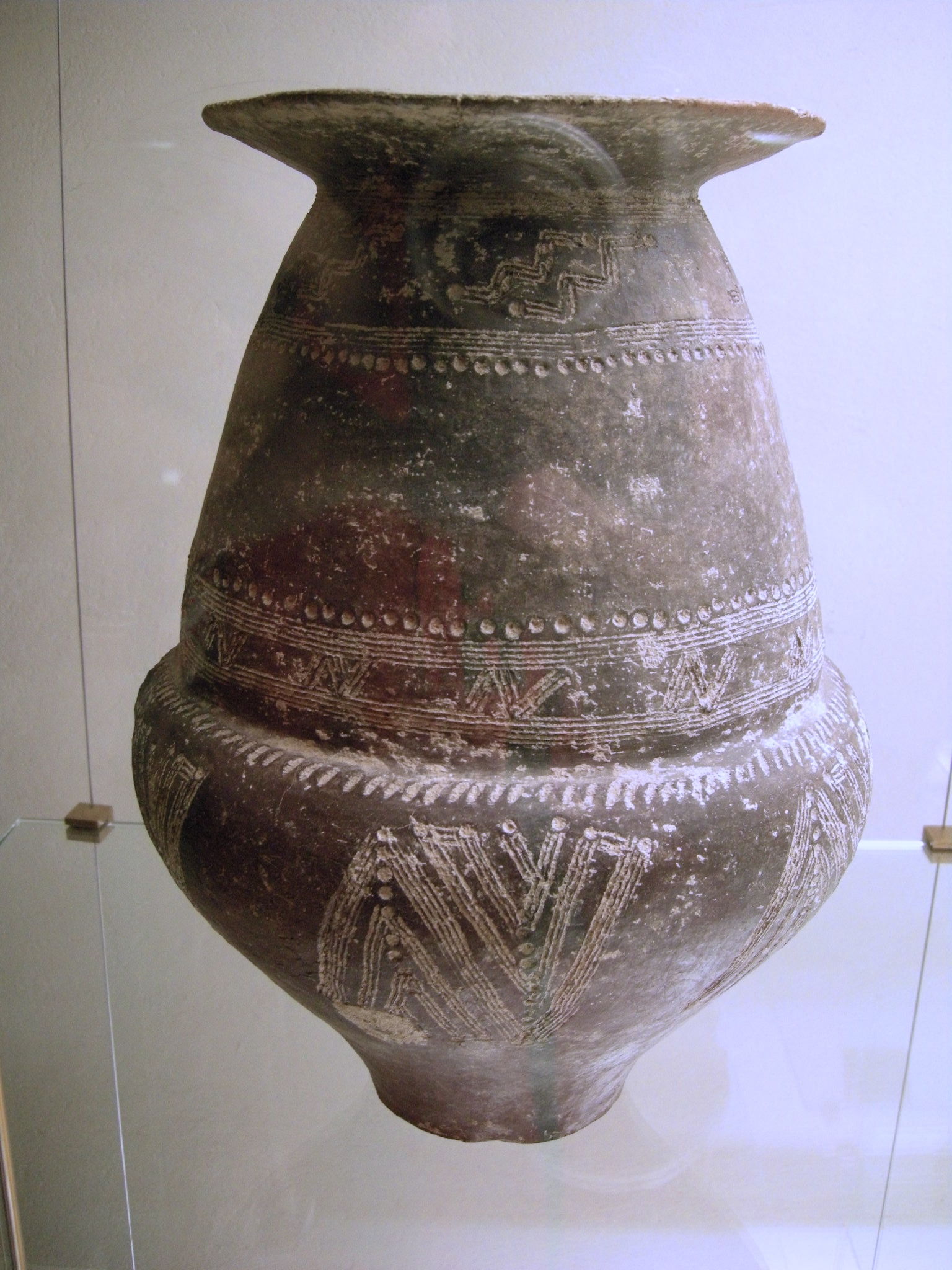
Urne biconique à Tarquinia.

L'impasto est un terme d'origine italienne qui désigne à l'origine un mode de poterie des Étrusques, utilisant une argile grossière contenant des particules de mica ou de pierre. Il était en usage depuis la fin de l'âge du fer de la protohistoire italienne.
Par analogie, en peinture à l'huile ou en acrylique, le terme impasto désigne un empâtement.

## Histoire
L'impasto apparaît dès la civilisation villanovienne  des Xe et VIIe siècles av. J.-C.. Du fait de la rusticité de l'argile employée, les poteries à impasto sont montées sans tour, technique qui n'apparaîtra qu'avec l'intensification des échanges avec les colonies grecques (les Eubéens de Grande Grèce), du sud de l'Etrurie, vers le  VIIIe – VIIe siècle av. J.-C.,.
Le gros de la production de céramique d'impasto est fait de vaisselle de service, de cuisine et de cave, tels que les pithoi qui servaient à conserver des denrées alimentaires. Des éléments d'aménagement ménager, comme les grands supports pour soutenir les urnes ou les brasiers pour réchauffer les lieux, sont aussi en céramique d'impasto.
La technique qui suivra (VIIe – Ve siècle av. J.-C.) sera celle du bucchero, dont le but est d'imiter à moindre coût les récipients de métal noirci,.

## Technique
L'impasto est une céramique fabriquée avec un amalgame d'argile mal purifié et de fragments microscopiques de minéraux, les inclusions, dont la concentration est plus ou moins élevée. La céramique présente une surface lustrée, d'une couleur qui peut varier du rouge au brun (ou au noir suivant la cuisson). Les décorations, incisées ou en relief, sont  grandement géométriques (quelquefois elles sont complétées de figures stylisées d'animaux ou d'humains),,,.
Le travail, qui se faisait initialement à la main, fut ensuite exécuté au tour pendant la période prise en considération : ceci permettait de faire des objets aux parois plus minces et d'assurer une cuisson plus homogène. Les principaux types de céramiques d'impasto retrouvées dans la région étrusque et dans le Latium, sont représentées par l'impasto brun, l'impasto brun mince et l'impasto rouge ; la surface était lissée et polie avant d'être embellie par différentes techniques décoratives comprenant la gravure, l'excision, l'estampillage et la peinture ; dans certains cas, la technique de la décoration plastique était utilisée, représentée par de petites figures ou têtes d'animaux posées en haut des anses, des rebords ou servant de poignées pour les couvercles.

## Exemplaires dans les musées
- Vase cinéraire à couvercle, Musée Guarnacci de Volterra.
- Grand vase à couvercle à décor blanc sur fond rouge (issu de Cerveteri), Musée du Louvre, Paris.
- Œnochoé de Mamarce, Martin von Wagner Museum, Wurtzbourg.
- Urne biconique, Musée du Louvre.
- Urnes biconiques du site de Monterozzi, Musée archéologique national de Tarquinia.
- Des céramiques fabriquées dans la région étrusque et le Latium sont conservées dans les musées du Capitole de Rome, salle Castellani II du palais des Conservateurs.